# Rosedale (Luisiana)
Rosedale es una villa ubicada en la parroquia de Iberville en el estado estadounidense de Luisiana. En el Censo de 2010 tenía una población de 793 habitantes y una densidad poblacional de 39,35 personas por km².

## Geografía
Rosedale se encuentra ubicada en las coordenadas 30°26′34″N 91°27′36″O / 30.44278, -91.46000. Según la Oficina del Censo de los Estados Unidos, Rosedale tiene una superficie total de 20.15 km², de la cual 20.15 km² corresponden a tierra firme y (0%) 0 km² es agua.

## Demografía
Según el censo de 2010, había 793 personas residiendo en Rosedale. La densidad de población era de 39,35 hab./km². De los 793 habitantes, Rosedale estaba compuesto por el 55.36% blancos, el 42.12% eran afroamericanos, el 0.5% eran amerindios, el 1.51% eran asiáticos, el 0% eran isleños del Pacífico, el 0% eran de otras razas y el 0.5% pertenecían a dos o más razas. Del total de la población el 0.13% eran hispanos o latinos de cualquier raza.